# Družbena geografija
Družbena geografija ali antropogeografija je veja geografske znanosti, ki obravnava antropogene dejavnike oblikovanja okolja. Njen osnovni predmet so odnosi med človekom in naravo, ki v sodobnosti postajajo vse pomembnejši; človek se namreč na eni strani od narave oddaljuje, na drugi pa približuje, saj je njegovo gospodarstvo bolj in bolj vezano na naravne energijske in druge vire, zaradi česar prihaja do po mnenju mnogih prekomernega izkoriščanja in preoblikovanja geografskega okolja. Ta skupina geografskih ved je kontrastna skupini fizične geografije.
Antropogeografija je tesno povezana z več drugimi družbenimi vedami, ravno tako pa so v močnem sodelovanju tudi različne si družbenogeografske panoge, saj je v praksi nemogoče ločiti vzorce naseljenosti od političnih ali gospodarskih razmer in posledično demogeografijo od ekonomske in politične geografije. To je vzrok za tesnejše sodelovanje družbenogeografskih ved v primerjavi s fizičnogeografskimi.
Družbena geografija je razmeroma mlada veja, ki sta ji zasnove postavila utemeljitelja moderne geografije Carl Ritter in Alexander von Humboldt. Njeno prvo vidnejše delo je napravil Fridrich Ratzel (Antropogeographie) in v njem med prvimi zašel v geografski determinizem, ki po današnjem uveljavljenem mnenju precenjuje vpliv narave na človekov razvoj in ga označuje za tako rekoč usodnega. Za razvoj antropogeografije je bil pomemben dialektični materializem v geografiji, ki poudarja avtonomijo človeka od narave - ta naj bi bila sorazmerno naraščajoča z njegovo gospodarsko razvitostjo.

## Veje družbene geografije
- demogeografija
- ekonomska geografija
- geografija naselij
- politična geografija
- zgodovinska geografija